# Allegoria della Concezione
L'Allegoria della Concezione è un dipinto a olio su tavola di Giorgio Vasari, databile al 1541 circa e conservato nella chiesa dei Santi Apostoli di Firenze. 

## Storia
L'opera fu commissionata nel 1540 da Bindo Altoviti per la propria cappella familiare, in un momento in cui il banchiere era in rapporti di camuffata cordialità con i Medici, ricevendo il titolo onorifico di "console della nazione fiorentina a Roma". La pala, pagata 300 scudi d'oro e corredata di una cornice originale andata perduta, fu la prima che l'artista aretino eseguiva per una collocazione pubblica a Firenze.  
Il dipinto ebbe un notevole successo, come dimostrano l'abbondanza di repliche autografe, per non parlare delle copie e derivazioni successive. In particolare al Vasari e alla sua bottega si ascrivono: 
- Una tavola (58x40 cm) agli Uffizi (1541, già appartenuta a Bindo Altoviti forse come bozzetto e poi confiscata dai Medici)
- Una tavola al Museo nazionale d'arte medievale e moderna di Arezzo (1542 circa, dalla chiesa di San Francesco)
- Una grande tavola (302x200 cm) con due sportelli laterali coi Santi Eustachio e Biagio, nella Pinacoteca nazionale di Villa Guinigi a Lucca (1543, dalla cappella di Biagio Mei in San Pietro a Cigoli, Lucca)
- Una tavola (57,5x41,2 cm) all'Ashmolean Museum di Oxford
- Una tavola (300x230 cm) nella pieve di San Salvatore a Fucecchio (più recentemente attribuita all'Empoli)

Esiste anche un disegno del Vasari nel Gabinetto Disegni e Stampe degli Uffizi, n. 1179 E.
La pala in Santi Apostoli fu gravemente danneggiata dall'alluvione di Firenze, e ricollocata solo in seguito a un delicato restauro.

## Descrizione
Il complesso soggetto iconografico, forse elaborato in collaborazione col letterato Giovanni Lappoli, viene accuratamente descritto nell'Autobiografia dell'artista. A partire dalla descrizione nell'Apocalisse di Giovanni, Maria è raffigurata nella metà superiore, seduta sulla luna e circondata da angeli che la sollevano e la pregano, oltre che da dodici stelle. 
Con un delicato movimento a serpentina, essa poggia il suo piede sul serpente-Lucifero, il quale a sua volta si dipana dall'albero del peccato originale a cui sono legati, nella metà inferiore a fondo scuro, una serie di personaggi nati prima della venuta di Cristo e per questo imprigionati per non aver ricevuto il battesimo, in primis Adamo ed Eva che si divincolano, nudi, in primo piano. I raggi che partono dal corpo di Maria, attraverso le foglie dell'albero, filtrano come per sciogliere i legami del peccato.  
Gli alti personaggi sono, in ordine, Abramo, Isacco, Giacobbe, Mosè, Aronne, Giosuè, David e gli altri re di Israele. Infine si vedono Samuele e Giovanni Battista che, a differenza dei restanti, sono legati per un solo braccio poiché "santificati nel ventre", ciò messi al mondo per diretto intervento divino. Il significato del dipinto, secondo la logica di chiarezza controriformata, è chiarito anche dall'iscrizione che si legge sui cartigli letti dagli angioletti ai lati: "Quod Evae culpa damnavit, Mariae gratia solvit".